# Silo de Montilla
El silo de Montilla es un antiguo silo de grano situado en el municipio español de Montilla, en la provincia de Córdoba. En la actualidad las instalaciones fungen como almacén municipal.

## Historia
Su construcción respondió a una premeditada organización para el almacenamiento de cereal, dentro de la política implementada por el régimen franquista a través del Servicio Nacional del Trigo (SNT). Hasta entonces el SNT había utilizado los históricos Graneros del Duque ubicados en el recinto del antiguo castillo. El silo entró en servicio en 1961 y contaba con una capacidad de almacenamiento de unas 1.400 toneladas. Con posterioridad, la unidad pasaría a manos del Servicio Nacional de Cereales en 1969 y, dos años después, del Servicio Nacional de Productos Agrarios.

## Características
Se trata de un silo del tipo D, tipología que predominó en la Red Nacional de Silos y Graneros debido a su bajo coste de construcción y su funcionalidad. Su estructura está levantada en hormigón armado y está compuesto por una serie de celdas cuadradas realizadas en bloque armado. En términos generales, los silos de este tipo suelen tener una altura máxima de 28 metros.